# Серкелвілл (Огайо)
Серкелвілл (англ. Circleville) — місто (англ. city) в США, в окрузі Пікавей штату Огайо. Населення — 13 927 осіб (2020).

## Географія
Серкелвілл розташований за координатами 39°36′9″ пн. ш. 82°55′57″ зх. д. / 39.60250° пн. ш. 82.93250° зх. д. (39.602417, -82.932515).  За даними Бюро перепису населення США в 2010 році місто мало площу 17,52 км², з яких 17,21 км² — суходіл та 0,31 км² — водойми. В 2017 році площа становила 18,88 км², з яких 18,56 км² — суходіл та 0,31 км² — водойми.

## Демографія
Згідно з переписом 2010 року, у місті мешкало 13 314 осіб у 5402 домогосподарствах у складі 3447 родин. Густота населення становила 760 осіб/км².  Було 6024 помешкання (344/км²).
Расовий склад населення:
| - 95,4 % — білих - 1,9 % — чорних або афроамериканців - 0,4 % — азіатів - 0,2 % — корінних американців |

До двох чи більше рас належало 1,7 %. Частка іспаномовних становила 1,1 % від усіх жителів.
За віковим діапазоном населення розподілялося таким чином: 23,3 % — особи молодші 18 років, 59,0 % — особи у віці 18—64 років, 17,7 % — особи у віці 65 років та старші. Медіана віку мешканця становила 39,3 року. На 100 осіб жіночої статі у місті припадало 92,0 чоловіків;  на 100 жінок у віці від 18 років та старших — 88,7 чоловіків також старших 18 років.
Середній дохід на одне домашнє господарство  становив 50 539 доларів США (медіана — 39 610), а середній дохід на одну сім'ю — 61 412 долари (медіана — 47 614). Медіана доходів становила 39 809 доларів для чоловіків та 33 004 долари для жінок. За межею бідності перебувало 20,2 % осіб, у тому числі 27,7 % дітей у віці до 18 років та 10,8 % осіб у віці 65 років та старших.
Цивільне працевлаштоване населення становило 5532 особи. Основні галузі зайнятості: освіта, охорона здоров'я та соціальна допомога — 29,0 %, виробництво — 13,8 %, роздрібна торгівля — 13,2 %.